# Fachspezifikum
Als Fachspezifikum wird der zweite Teil der Psychotherapie-Ausbildung in Österreich bezeichnet. Der erste Teil heißt Propädeutikum und besteht aus gleichen Lerninhalten für alle Studierende. Der zweite Teil hingegen stellt eine schulenspezifische Ausbildung dar und beinhaltet – nach dem Psychotherapiegesetz von 1990 folgende Inhalte:

## Theorie
Der theoretische Teil umfasst zumindest 300 Stunden, davon zumindest 
- 60 Stunden Theorie der gesunden und der psychopathologischen Persönlichkeitsentwicklung
- 100 Stunden Methodik und Technik
- 50 Stunden Persönlichkeits- und Interaktionstheorien
- 40 Stunden psychotherapeutische Literatur.

## Praxis
Der praktische Teil von zumindest 1.600 Stunden beinhaltet jeweils zumindest 
- 200 Stunden Lehrtherapie, Lehranalyse, Einzel- oder Gruppenselbsterfahrung
- 400 Stunden psychosoziales Praktikum im Umgang mit verhaltensgestörten als auch leidenden Personen in einer Einrichtung des Gesundheits- oder Sozialwesens
- 150 Stunden klinisches Praktikum im Umgang mit verhaltensgestörten als auch leidenden Personen in einer Krankenanstalt
- 30 Stunden begleitender Teilnahme an einer fachspezifischen Praktikumssupervision, sowie
- 600 Stunden psychotherapeutische Tätigkeit mit verhaltensgestörten oder leidenden Personen
- 120 Stunden begleitender fachspezifischer Supervision, sowie
- 100 Stunden für eine Schwerpunktbildung je nach methodenspezifischer Ausrichtung

Derzeit sind 23 verschiedene Methoden für das Psychotherapeutische Fachspezifikum zugelassen. In der Folge werden die traditionsreichen Schulen und Anbieter gelistet, die in Österreich zugelassen sind. 

## Tiefenpsychologisch-psychodynamische Orientierung

### Psychoanalytische Methoden
| Analytische Psychologie nach Carl Gustav Jung - Österreichische Gesellschaft für Analytische Psychologie Gruppenpsychoanalyse - ÖAGG Wien - IAG Lehrgänge in Altaussee Individualpsychologie nach Alfred Adler - Österreichischer Verein für Individualpsychologie - SFU Magister-Studium | Psychoanalyse nach Sigmund Freud - Wiener Psychoanalytische Vereinigung - Wiener Arbeitskreis für Psychoanalyse - Wiener Kreis für Psychoanalyse und Selbstpsychologie - Salzburger Arbeitskreis für Psychoanalyse - Psychoanalytisches Seminar Innsbruck - Innsbrucker Arbeitskreis für Psychoanalyse - Arbeitskreis für Psychoanalyse Linz/Graz Psychoanalytisch-Orientierte Psychotherapie (POP) |

### Tiefenpsychologisch fundierte Methoden
Autogene Psychotherapie
- ÖGATAP

Daseinsanalyse
- ÖDAI Wien

Dynamische Gruppenpsychotherapie
- ÖAGG Wien

Hypnosepsychotherapie
- ÖGATAP

Katathym Imaginative Psychotherapie
- ÖGATAP

Konzentrative Bewegungstherapie
- Donau-Universität Krems Master of Science

Transaktionsanalyse
- Arbeitsgemeinschaft Transaktionsanalyse
- Donau-Universität Krems Master of Science

## Humanistische Schulen
Existenzanalyse und Logotherapie
- ABILE Wels
- Donau-Universität Krems Master of Science

Existenzanalyse
- GLE Wien

Gestalttheoretische Psychotherapie
- ÖAGP

Integrative Gestalttherapie
- Institut für Integrative Gestalttherapie Wien
- ÖAGG Wien
- Donau-Universität Krems Master of Science
- SFU Magister-Studium

Integrative Therapie
- Donau-Universität Krems Master of Science

Psychotherapie nach Carl Rogers: Klientenzentrierte und Personenzentrierte Psychotherapie
- ÖGwG Linz
- APG Wien
- VRP Wien
- Donau-Universität Krems Master of Science
- SFU Magister-Studium

Psychodrama
- ÖAGG Wien
- Donau-Universität Krems Master of Science
- Universität Innsbruck

## Systemische Orientierung
Systemische Familientherapie 
- ÖAGG Wien, Curricula in Wien, Graz und Schloss Hofen
- Lehranstalt für systemische Familientherapie der Erzdiözese Wien
- ÖAS mit Curricula in Graz, Innsbruck, Salzburg und Wien
- SFU Magister-Studium

 Neuro-Linguistische Psychotherapie 

## Verhaltenstherapeutische Orientierung
Verhaltenstherapie 
- Österreichische Gesellschaft für Verhaltenstherapie
- Institut für Verhaltenstherapie Wien
- AVM Salzburg